# Automeris complicata
Automeris complicata är en fjärilsart som beskrevs av Walker 1855. Automeris complicata ingår i släktet Automeris och familjen påfågelsspinnare. Inga underarter finns listade i Catalogue of Life.